# Lasus
Lasus van Hermione was een Griekse lyrische dichter van rond 500 v.Chr.. Bekend is dat hij in Athene actief was tijdens de regering van Pisistratus. Pseudo-Plutarchus' De Musica schrijft aan Lasus enkele verbeteringen toe in de dithyrambe. Volgens Herodotus ontdekte Lasus ook de vervalsingen van het orakel van Musaeus door Onomacritus.
- Bibsys: 95002742
- Bibliothèque nationale de France: cb165697157 (data)
- Gemeinsame Normdatei: 102397023
- International Standard Name Identifier: 0000 0000 8003 5764
- Library of Congress Control Number: no2003048237
- Nederlandse Thesaurus van Auteursnamen: 069751323
- Réseau des bibliothèques de Suisse occidentale: 02-A009327005
- Système universitaire de documentation: 150609116
- Virtual International Authority File: 15159968
- WorldCat: E39PCjBqdqxbrhkTJ9FWPYWkpd